# Psilocybe fimetaria
Psilocybe fimetaria är en svampart som först beskrevs av Peter D. Orton, och fick sitt nu gällande namn av Roy Watling 1967. Psilocybe fimetaria ingår i släktet slätskivlingar och familjen Strophariaceae.  Arten är reproducerande i Sverige. Inga underarter finns listade i Catalogue of Life.